# Kratka zgodovina časa
Kratka zgodovina časa (podnaslovljena Od velikega poka do črnih lukenj) je poljudnoznanstvena knjiga, ki jo je napisal angleški fizik Stephen Hawking leta 1988. Postala je velika uspešnica, po svetu pa je bilo do danes prodanih več kot 10 milijonov njenih izvodov. Prevedena je tudi v slovenščino, in to v več izdajah.

## Pregled
Kratka zgodovina časa poskuša nestrokovnemu bralcu razložiti številne teme iz kozmologije, vključujoč veliki pok, črne luknje in svetlobne stožce. Njen glavni namen je bralcu približati pregled vesolja, za razliko od večine poljudnoznanstvenih knjig pa se loteva tudi zapletenih matematičnih konceptov.